# Euchromius gratiosella
Euchromius gratiosella là một loài bướm đêm trong họ Crambidae.